# Liste der denkmalgeschützten Objekte in Hurbanovo
Die Liste der denkmalgeschützten Objekte in Hurbanovo enthält die 19 nach slowakischen Denkmalschutzvorschriften geschützten Objekte in der Gemeinde Hurbanovo im Okres Komárno.

## Denkmäler
| Foto |                 | Denkmal / č. ÚZPF                                   | Standort / Konskr. Nr.                                      | Offizielle Beschreibung                        | Beschreibung                                  | Metadaten                                                                      |
| ---- | --------------- | --------------------------------------------------- | ----------------------------------------------------------- | ---------------------------------------------- | --------------------------------------------- | ------------------------------------------------------------------------------ |
| ja   | Datei hochladen | Statue auf Säule(sk) ObjektID: 401-283/0            | Standort KG: Bohatá Konskr.Nr.:                             | sv.Ján Nepomucký;                              | St. Johannes Nepomuk                          | č. NKP: 401-283/0 Stand des NKP: 2012-02-08 Name: SOCHA NA STĹPE               |
| BW   | Datei hochladen | Park(sk) ObjektID: 401-2532/0                       | Standort KG: Bohatá Konskr.Nr.:                             | park pri Ordódyovskej kúrii                    | Park der Villa Ordódy                         | č. NKP: 401-2532/0 Stand des NKP: 2012-02-08 Name: PARK                        |
| ja   | Datei hochladen | Landsitz(sk) ObjektID: 401-2509/1                   | Novozámocká ul. 14 Standort KG: Bohatá Konskr.Nr.: 226      | kúria Antala VI. Ordódyho                      | Villa Ordódy                                  | č. NKP: 401-2509/1 Stand des NKP: 2012-02-08 Name: KÚRIA                       |
| BW   | Datei hochladen | Park(sk) ObjektID: 401-2509/2                       | Novozámocká ul. 14 Standort KG: Bohatá Konskr.Nr.: 226      | anglický;park Bohatá                           | englischer Garten                             | č. NKP: 401-2509/2 Stand des NKP: 2012-02-08 Name: PARK                        |
| ja   | Datei hochladen | Kirche(sk) ObjektID: 401-282/0                      | Školská ul. 1145 Standort KG: Bohatá Konskr.Nr.: 1145       | r.k.sv.Anny;filiálny kostol                    | römisch katholische Filialkirche St. Anna     | č. NKP: 401-282/0 Stand des NKP: 2012-02-08 Name: KOSTOL                       |
| ja   | Datei hochladen | Begräbniskapelle und Grab(sk) ObjektID: 401-11536/0 | Standort KG: Hurbanovo Konskr.Nr.:                          | rod.Feszty;fesztyovské kolumbárium             | der Familie Feszty                            | č. NKP: 401-11536/0 Stand des NKP: 2012-02-08 Name: KAPLNKA POHREBNÁ S HROBKOU |
| BW   | Datei hochladen | Schloss(sk) ObjektID: 401-11533/0                   | Komárňanská ul. 67 Standort KG: Hurbanovo Konskr.Nr.: 34,33 | dom M.Konkolyho,A.+G.Fesztyho                  | Haus von M. Konkoly, Árpád und Gyula Feszty   | č. NKP: 401-11533/0 Stand des NKP: 2012-02-08 Name: KAŠTIEĽ                    |
| ja   | Datei hochladen | Kirche(sk) ObjektID: 401-11547/1                    | Komárňanská ul. 90 Standort KG: Hurbanovo Konskr.Nr.: 269   | r.k.sv.Ladislava;farský kostol                 | römisch katholische Pfarrkirche St. Ladislaus | č. NKP: 401-11547/1 Stand des NKP: 2012-02-08 Name: KOSTOL                     |
| ja   | Datei hochladen | Glockenturm(sk) ObjektID: 401-11547/2               | Komárňanská ul. 90 Standort KG: Hurbanovo Konskr.Nr.: 3281  | murovaná;veža,zvonica farského kostola         | Glockenturm der Pfarrkirche                   | č. NKP: 401-11547/2 Stand des NKP: 2012-02-08 Name: ZVONICA                    |
| ja   | Datei hochladen | Pfarrhof(sk) ObjektID: 401-11547/3                  | Komárňanská ul. 107 Standort KG: Hurbanovo Konskr.Nr.: 53   | r.k.,chodbová;                                 | römisch katholische Pfarrei                   | č. NKP: 401-11547/3 Stand des NKP: 2012-02-08 Name: FARA                       |
| ja   | Datei hochladen | Observatorium(sk) ObjektID: 401-287/1               | Komárňanská ul. 134 Standort KG: Hurbanovo Konskr.Nr.: 65   | solitér;Hvezdáreň                              |                                               | č. NKP: 401-287/1 Stand des NKP: 2012-02-08 Name: OBSERVATÓRIUM                |
| ja   | Datei hochladen | Park(sk) ObjektID: 401-287/2                        | Komárňanská ul. Standort KG: Hurbanovo Konskr.Nr.:          | park pri hvezdárni                             | Park am Observatorium                         | č. NKP: 401-287/2 Stand des NKP: 2012-02-08 Name: PARK                         |
| BW   | Datei hochladen | Bücherei(sk) ObjektID: 401-287/3                    | Komárňanská ul. 125 Standort KG: Hurbanovo Konskr.Nr.: 62   | solitér;knižnica observat.,pôrodnica           | Bücherei des Observatoriums                   | č. NKP: 401-287/3 Stand des NKP: 2012-02-08 Name: KNIŽNICA                     |
| BW   | Datei hochladen | Grabkapelle(sk) ObjektID: 401-11544/1               | Komárňanská ul. 298 Standort KG: Hurbanovo Konskr.Nr.: 298  | rod.Thege Konkoly;Kaplnka rodiny Thege Konkoly | der Familie Thege - Konkoly                   | č. NKP: 401-11544/1 Stand des NKP: 2012-02-08 Name: KAPLNKA POHREBNÁ           |
| BW   | Datei hochladen | Krypta(sk) ObjektID: 401-11544/2                    | Komárňanská ul. 298 Standort KG: Hurbanovo Konskr.Nr.: 298  | rod.Thege Konkoly;Krypta rodiny Thege Konkoly  | der Familie Thege - Konkoly                   | č. NKP: 401-11544/2 Stand des NKP: 2012-02-08 Name: KRYPTA                     |
|      | Datei hochladen | Grabstein(sk) ObjektID: 401-11544/3                 | Komárňanská ul. 298 KG: Hurbanovo Konskr.Nr.: 298           | kamenný;Elek Thege Konkoly                     | von Elek Thege - Konkoly                      | č. NKP: 401-11544/3 Stand des NKP: 2012-02-08 Name: NÁHROBNÍK                  |
|      | Datei hochladen | Grabstein(sk) ObjektID: 401-11544/4                 | Komárňanská ul. 298 KG: Hurbanovo Konskr.Nr.: 298           | kamenný;Mikloš Thege Konkoly                   | von Miklós Konkoly-Thege                      | č. NKP: 401-11544/4 Stand des NKP: 2012-02-08 Name: NÁHROBNÍK                  |
|      | Datei hochladen | Grabstein(sk) ObjektID: 401-11544/5                 | Komárňanská ul. 298 KG: Hurbanovo Konskr.Nr.: 298           | kamenný;Feri Thege Konkoly                     | von Feri Thege - Konkoly                      | č. NKP: 401-11544/5 Stand des NKP: 2012-02-08 Name: NÁHROBNÍK                  |
|      | Datei hochladen | Zaun(sk) ObjektID: 401-11544/6                      | Komárňanská ul. 298 KG: Hurbanovo Konskr.Nr.: 298           | kovový;                                        | aus Metall                                    | č. NKP: 401-11544/6 Stand des NKP: 2012-02-08 Name: PLOT                       |

## Legende
Die Tabelle enthält im Einzelnen folgende Informationen:
| Foto:                    | Fotografie des Denkmals. |
| Denkmal / č. ÚZPF:       | Die Übersetzung der Bezeichnung des Denkmals, wie sie vom Slowakischen Denkmalamt (Pamiatkový úrad Slovenskej republiky) verwendet wird. Die Originalbezeichnung ist unter dem Fragezeichen angegeben. Fehlt die Übersetzung, so wird die Originalbezeichnung direkt angezeigt. Weiters ist die Objekt-Identifikationsnummer (Objekt ID) angeführt. Sie ist die offizielle, in der Slowakei eindeutige Nummer č. ÚZPF inklusive der zugehörigen Zählnummer, wie sie in den Daten des Denkmalamtes angegeben wird. Da diese nur innerhalb eines Landkreises gezählt wird, ist dessen Nummer der Denkmalnummer vorangestellt. |
| Standort:                | Wenn in der Liste vorhanden, ist die Adresse angegeben. In Klammern kann sich noch eine zusätzliche Adresse befinden, wenn es beispielsweise ein Eckhaus ist. Bei freistehenden Objekten ohne Adresse (zum Beispiel bei Bildstöcken) ist eine Adresse angegeben, die in der Nähe des Objekts liegt. Durch Aufruf des Links Standort wird die Lage des Denkmals in verschiedenen Kartenprojekten angezeigt. Darunter sind die Katastralgemeinde (KG) und, wenn vorhanden, die Konskriptionsnummer (Konskr. Nr.) angegeben.                                                                                                   |
| Offizielle Beschreibung: | Es ist die Kurzbeschreibung auf Slowakisch, wie sie in den offiziellen Listen angegeben ist, eingetragen. |
| Beschreibung:            | Kurze Angaben zum Denkmal auf Deutsch. |
| Metadaten:               | Zusätzlich werden, wenn in den persönlichen Einstellungen das Helferlein Dauerhaftes Einblenden von Metadaten aktiviert ist, ebensolche angezeigt. |

- Karte mit allen Koordinaten:
- OSM |
- WikiMap